# 朗里奇
朗里奇乃位於澳大利亚昆士兰州中西部的一座內陸小鎮，全鎮人口11,397（2007年）。